# Arroyo de Viñas (Móstoles)
Arroyo de Viñas (también conocido como Rodeviñas o Rodiviñas) fue una aldea situada alrededor de unos 4 kilómetros al oeste del núcleo urbano de Móstoles, cerca del Arroyo del Soto (Comunidad de Madrid, España), y que fue despoblada en el siglo XIV. 

## Historia
En estudios arqueológicos del área se han encontrado restos de asentamientos romanos y altomedievales, algunos posiblemente visigodos y escasos restos de cerámica islámica y repoblamiento.
Es probable que la aldea tuviese su origen en la reestructuración del poblamiento rural realizada a partir de finales del siglo XII en toda la región, cuando la frontera se desplazó definitivamente hacia el Sur peninsular con el avance de la Reconquista. Su nombre tenía relación con las entonces abundantes viñas en la vega del Arroyo del Soto.
La primera referencia escrita existente (mencionada como Arroyo de Vinnas) data de julio de 1221, en relación a la venta de las posesiones de la aristócrata Inés de Segovia al monasterio de la Orden de Santiago, de la villa de Uclés.
En una referencia posterior del año 1381, se cita un camino denominado carrera de Arroyo de Viñas, que comunicaba esta población con Móstoles mediante un camino para carros (que serían los actuales camino del Soto de San Marcos y Avenida Iker Casillas).
Se trataba de una aldea pequeña, que debió de despoblarse durante la crisis del siglo XIV y especialmente durante la Peste Negra.
Según las Relaciones Topográficas de Felipe II, que se llevaron a cabo en Móstoles en 1576, en la respuesta número 51 se menciona la existencia de la ermita de Nuestra Señora del Arroyo de Viñas, situada también cerca del Arroyo del Soto, y donde aún se realizaban procesiones desde Móstoles y Arroyo de Molinos, cuando la aldea de Arroyo de Viñas había sido ya despoblada mucho antes. 
En 1580 es mencionada por Cristóbal de la Parra, procurador del concejo de Móstoles, durante un pleito de éste con el Concejo de la Mesta, donde habla acerca de la dehesa de Arroyo de Viñas, cuyo recuerdo aún perduraba como población que acabó deshabitada:

«...antes todo ello solía antiguamente ser lugar y se despobló...»

En la actualidad no se conserva ningún resto en pie del antiguo poblado.